# Crossfade (The Remix Album)
Crossfade (The Remix Album) – jedyny remix album Arasha, wydany w 2006 roku przez Warner Elektra Atlantic.

## Lista utworów
Źródło: Discogs
| Nr  | Tytuł                                     |
| --- | ----------------------------------------- |
| 1.  | „Iran Iran”                               |
| 2.  | „Arash” (Mintman Remix)                   |
| 3.  | „Tike Tike Kardi” (DJ Aligator Remix)     |
| 4.  | „Temptation” (CMN Remix)                  |
| 5.  | „Man O To”                                |
| 6.  | „Boro Boro” (Payami Funky Sunday Remix)   |
| 7.  | „Temptation” (Russian Version)            |
| 8.  | „Arash” (English Version)                 |
| 9.  | „Tike Tike Kardi” (Balkan Fanatics Remix) |
| 10. | „Baskon” (100% Farsi Version)             |
| 11. | „Bego E Yar Bego” (New Version)           |
| 12. | „Boro Boro” (Saba Rock Remix)             |
| 13  | „Arash” (Payami Vocal Club)               |
| 14  | „Tike Tike Kardi” (Sodaclub Remix)        |
| 15  | „Temptation” (Payami Club)                |
| 16  | „Boro Boro” (Indian Version)              |

## Notowania na listach sprzedaży
| Kraj   | Lista (2008) | Najwyższa pozycja |
| ------ | ------------ | ----------------- |
| Polska | OLiS         | 24                |